# Ted Lundström
Ted Oscar Lundström (ur. 16 kwietnia 1974 r.) – szwedzki basista melodic deathmetalowego zespołu Amon Amarth. Wziął udział w nagraniach wszystkich płyt zespołu. W zespole gra na gitarach basowych cztero- i pięciostrunowych. Swoje inspiracje czerpie z twórczości takich muzyków jak Cliff Burton, Steve Harris i Dave Ellefson.